# Johann Günther Friedrich Cannabich

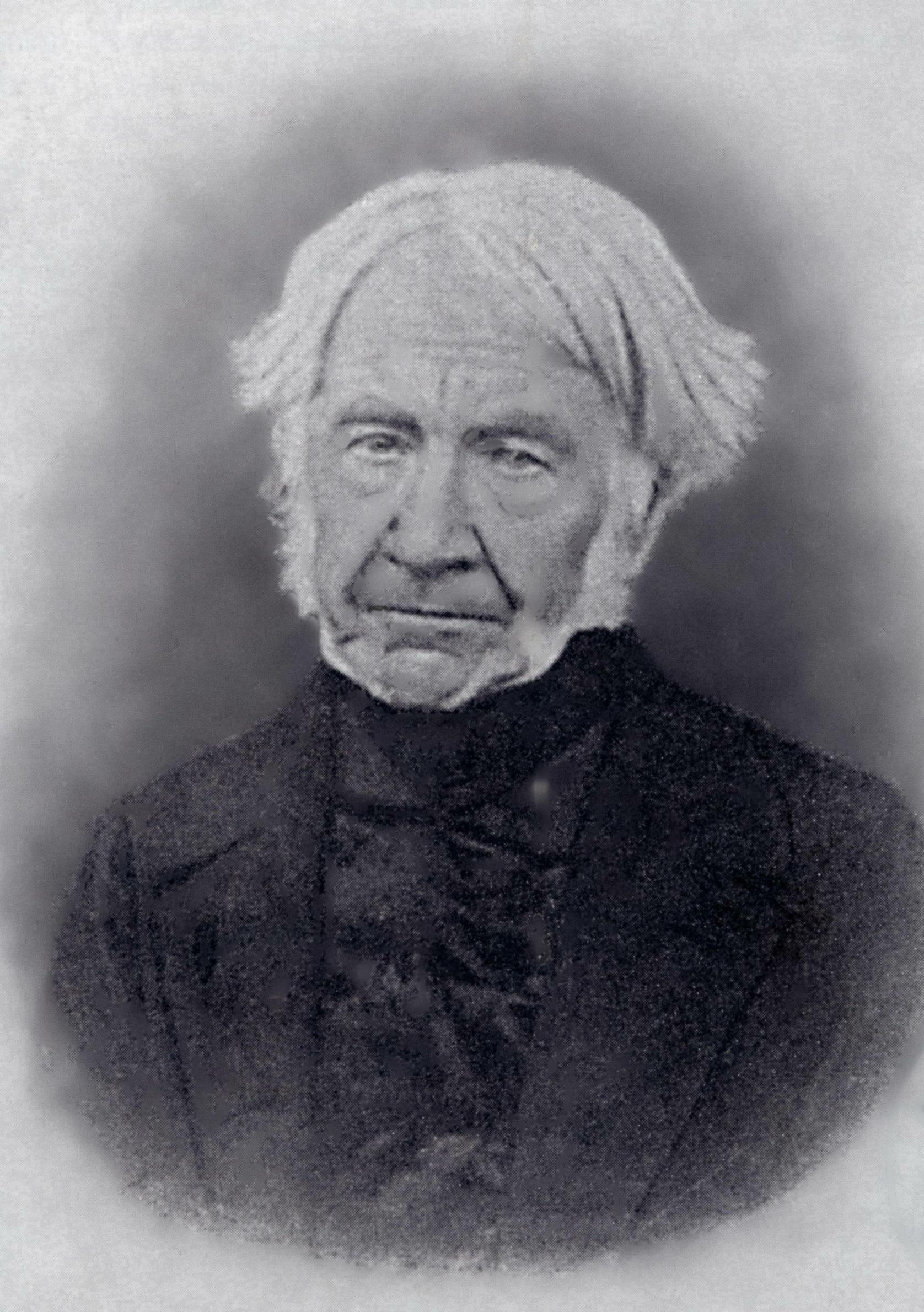
Johann Günther Friedrich Cannabich.

Johann Günther Friedrich Cannabich, född 21 april 1777 i Sondershausen, död där 3 mars 1859, var en tysk luthersk präst och geograf.
Cannabich var en framstående geograf av den gamla, politisk-statistiska skolan, oberörd av den av Alexander von Humboldt och Carl Ritter nydanade naturvetenskapliga geografin. Hans främsta verk är Lehrbuch der Geographie (1816, många upplagor), i vilken resultaten av 1815 års fredsslut först nådde skolundervisningen, samt de av honom utarbetade delarna av hans, Adam Christian Gasparis, Friedrich August Ukerts med fleras Vollständiges Handbuch der Erdbeschreibung (23 band, 1819-27). Den av honom grundade tidskriften "Globus" (1822-26) är ej att förväxla med den av Karl Andree 1861 grundade publikationen med samma namn.